# Mas Pons (Golmés)
El Mas Pons és una obra de Golmés (Pla d'Urgell) inclosa a l'Inventari del Patrimoni Arquitectònic de Catalunya.

## Descripció
Edifici de planta rectangular amb el cos central elevat, de tres plantes. En façana, les portes s'obren a banda i banda, amb estructura d'arc de mig punt adovellat. La distribució és simètrica.
La construcció està feta amb maó, mentre que les portes i algunes finestres són emmarcades amb carreus de pedra.